# Michaela Songa
Michaela Songa (sinh ngày 24 tháng 5 năm 1986) là một nữ diễn viên, nhà văn và nhà biên tập tạp chí có gốc từ Liberia. Michaela nổi tiếng với loạt tạp chí web và ảnh của cô qua ống kính máy ảnh. Gần đây cô đã làm việc trong ngành điện ảnh bằng cách tham gia hai bộ phim Liberia cùng với các nhà sản xuất phim sắp tới. Là một sinh viên chuyên ngành báo chí in, cô luôn tuyên bố mong muốn tránh xa ống kính máy ảnh càng nhiều càng tốt và tập trung nhiều hơn vào hậu trường của phương tiện truyền thông in ấn của cô.

## Cuộc sống ban đầu
Songa sinh ra ở Monrovia, Liberia, con gái của Michael Songa, một Kiến trúc sư nổi tiếng và Jennebah Carter. Là một đứa trẻ duy nhất, cô thường được cha nuông chiều, đôi khi cô gặp rắc rối trong trường học với các bạn cùng lứa. Họ thường xuyên chế nhạo cô bằng những cách gọi tên như "cô gái của bố", "công chúa", v.v. Khi cô được bạn bè chấp nhận thông qua hối lộ và khom lưng với họ, cô đã nhận được một biệt danh mới. Do đó "KELO" đã ra đời. Cô khẳng định cho đến nay rằng cô không bao giờ thích được gọi là KELO (viết tắt của Michaela), tuy nhiên nguồn từ bạn bè thời thơ ấu nói khác. Tên khai sinh của cô cho thấy sự gần gũi của cô với cha cô (Michael) nhiều hơn những thứ trần tục.

## Sự nghiệp
Michaela bắt đầu quan tâm đến nghệ thuật từ khi còn nhỏ. Cha cô đã giới thiệu cô với ống kính của máy ảnh từ rất sớm bằng cách thường ghi lại các hoạt động hàng ngày của cô trên băng và bản in. Sự nghiệp diễn xuất của cô, mặc dù tài năng yêu thích nhất của cô đã đạt đến đỉnh cao khi đóng vai chính trong hai bộ phim sắp được phát hành trong đó "The Desperate Girls" là một. Cô hiện đang quản lý blog riêng của mình và là một tổng biên tập cho tạp chí zorzor. Các tác phẩm trước đây của cô cũng có thể được xem tại African Starz Magazine nơi cô cũng là tổng biên tập.

## Đóng phim
- - Desperate girls (2009)
  - Split Decision (2009)
  - The Heat (2009)
  - Beneath The Thoughts (2009)
  - Blood Brothers (2009)
  - Cheaters Club (2012) (kịch bản và sản xuất)

## Giải thưởng và đề cử
- Đề cử Biên tập viên và nhà văn xuất sắc nhất tại Giải thưởng Eagle năm 2009 về Thành tựu được tổ chức tại Philadelphia.[3]

## Cuộc sống cá nhân
Cô ấy là một người Cơ đốc tận tụy, người thông qua các cuộc trò chuyện của cô ấy thích luôn luôn công nhận Thiên Chúa trước tiên. Cô hiện đang sống ở New Jersey. Cô thường không tiết lộ nơi cư trú của mình, thay vì thực tế rằng, cô liên tục không hài lòng với các khu định cư lâu dài. Cô tự nhận mình là một người phụ nữ thích tương tác với môi trường của mình, do đó cô không muốn sống ở một nơi trong một khoảng thời gian dài.

## Sở thích
Sở thích của cô là đọc và viết kịch bản phim. Cô cũng thường xuyên nấu ăn theo danh sách sở thích của mình, mặc dù cô không có món ăn yêu thích để nấu.